# Nueva Tacopaya
Nueva Tacopaya es una localidad boliviana perteneciente al municipio de Villa Tunari, ubicado en la provincia del Chapare del departamento de Cochabamba. En cuanto a distancia, Nueva Tacopaya se encuentra a 232 km de la ciudad de Cochabamba, la capital departamental, y a 71 km de Villa Tunari.  
Según el último censo de 2012 realizado por el Instituto Nacional de Estadística de Bolivia (INE), la localidad cuenta con una población de 1007 habitantes y está situada a 230 metros sobre el nivel del mar.

## Demografía
La población de la localidad ha aumentado solo ligeramente en las últimas dos décadas:
| Año  | Población | Fuente                  |
| ---- | --------- | ----------------------- |
| 1992 | 478       | Censo boliviano de 1992 |
| 2001 | 790       | Censo boliviano de 2001 |
| 2012 | 1007      | Censo boliviano de 2012 |